# The Only One (The Cure)
The Only One è un singolo del gruppo musicale inglese The Cure, pubblicato nel 2008 dalla Universal Music, che anticipa l'uscita del tredicesimo album 4:13 Dream.

## Il singolo

### Pubblicazione
È il primo singolo dei Cure ad uscire a tre anni e mezzo dal precedente, Taking Off del 2004. È anche il primo estratto dell'album del 2008, 4:13 Dream. Il singolo è stato prodotto da Robert Smith e Keith Uddin. La canzone ha esordito dal vivo il 7 ottobre 2007 a Mountain View, in California, ad un festival ed è stato anche suonato a Città del Messico la settimana successiva. Durante quel periodo, la canzone era conosciuta come Please Project. Solamente all'inizio del tour europeo nei primi mesi del 2008 è stato stabilito The Only One come titolo.

### Accoglienza
In una delle prime recensione sul sito web, la rivista musicale canadese Exclaim! descrive la canzone come se fosse potuta provenire dalle sessioni per l'edificante album del 1992 Wish. Ha continuato ad aggiungere che Smith suona "più felice che mai" e che la canzone è un ritorno alla forma che ha prodotto molti dei loro hit da Top 40. The Observer ha scritto che la canzone ha tutti gli ingredienti di una classica canzone dei Cure, avendo "belle chitarre vertiginose, basso incandescente e Robert Smith al suo meglio". Dicendo che la canzone suona "come un singolo pop alla Cure", Pitchfork aggiunge che i testi non sono distintivi e continua a dire che la pubblicazione non farà mai dimenticare a nessuno i grandi singoli precedenti del gruppo.

## Tracce
Testi e musiche di The Cure.
1. The Only One (Mix 13) – 3:57
2. NY Trip – 3:39

## Formazione
- Robert Smith - voce, chitarra, tastiere
- Porl Thompson - chitarra
- Simon Gallup - basso
- Jason Cooper - batteria

## Classifiche
| Classifica (2008)         | Posizione massima | Settimane in classifica |
| ------------------------- | ----------------- | ----------------------- |
| Regno Unito               | 48                | 2                       |
| Stati Uniti (alternative) | 31                | 6                       |
| Francia                   | 28                | 5                       |
| Paesi Bassi               | 86                | 2                       |
| Spagna                    | 1                 | 5                       |